# María Cano
María de los Ángeles Cano Márquez (Medellín, Colombia, 12 de agosto de 1887-ibíd., 26 de abril de 1967) fue una lideresa social y política colombiana.
Dirigió la lucha por los derechos civiles fundamentales de la población y por los derechos de los trabajadores asalariados; encabezó la convocatoria y agitación de las huelgas obreras, colaboró en la difusión de las ideas socialistas y participó de forma decisiva en la fundación del Partido Socialista Revolucionario (PSR).

## Inicios
María hija de Rodolfo Cano y Amelia Márquez, fue una autodidacta que siguió el pensamiento independiente y libre de su padre, quien la orientó en su formación primaria.
Colaboró en la revista Cyrano y  El Correo Liberal (1923), y con las escritoras María Eastman y Fita Uribe, inició la actividad literaria femenina de aquella época, que pronto fue imitado en varias regiones del país. En marzo de 1924 empezó a organizar una biblioteca popular gratuita.
El 1 de mayo de 1925 fue proclamada por orejones, artesanos, contratistas y maestros de obra como la flor del trabajo. Como tal, con una "junta asesora", analizó las condiciones laborales de fábricas y trilladoras, las quejas presentadas por trabajadores acerca de su situación y las comunicaciones enviadas a los empresarios y a las autoridades acerca de problemas que afectaban a la población trabajadora; fomentó "la unión del obrerismo" a través de conferencias y ayudó a reorganizar el periódico El Rebelde y a recolectar fondos de solidaridad.
Inició su activismo político y sindical directo en las minas de Segovia y Remedios, y a partir de ahí recorrió prácticamente todo el país defendiendo los derechos de la clase trabajadora y los de las mujeres. Con motivo del traslado a la cárcel de Medellín de un grupo de obreros de la Tropical Oil Company, presos desde hacía ocho meses por la huelga de Barrancabermeja, María Cano pronunció una oración pública dirigida al juez de la causa:

Cinco mil obreros de Barrancabermeja han querido que mi corazón traiga el eco de su clamor de justicia y el anhelo que ponen sus energías en esta hora sagrada. No vengo a pediros un mendrugo, no vengo a pediros misericordia, sino justicia.

Junto con el expresidente Carlos Eugenio Restrepo, llevó la palabra en una multitudinaria movilización contra la pena de muerte y en defensa de las libertades públicas; allí, con su aguerrida intervención, María Cano irrumpió ante la opinión pública nacional.

## Líder nacional
En 1926 trabajó en la preparación del III Congreso Nacional Obrero, para lo cual realizó una extensa gira desde Medellín hasta Ibagué, en compañía del dirigente socialista Tomás Uribe Márquez. En Bogotá, el Congreso Obrero, que sesionó del 21 de noviembre al 4 de diciembre, la eligió en su directiva. En ese congreso fue fundado el Partido Socialista Revolucionario (PSR), un partido amplio, de masas.
Durante 1927 y 1928 realizó una intensa actividad propagandística por toda Colombia. Era recibida por multitudes que se agolpaban para saludarla y acompañarla en las manifestaciones. En varias ocasiones fue detenida o fueron duramente reprimidos los manifestantes. Fundó el Socorro Rojo entre los campesinos de Viotá, a quienes apoyó en la lucha por la tierra.
Al regresar a Medellín, en marzo de 1928, participó activamente en las campañas de solidaridad con Nicaragua, entonces invadida por tropas estadounidenses. También hizo parte del Comité de Lucha por los Derechos Civiles contra la llamada "Ley heroica", que suprimía las garantías individuales y autorizaba la represión y persecución de los movimientos sociales.
En Caldas impulsó la expresión “los tres ochos” (8 horas de trabajo, 8 de estudio y 8 de descanso), la cual siguió usando como consigna por todo el movimiento obrero.

## Derrotas
El 5 de diciembre de 1928, una huelga de los trabajadores de la bananera United Fruit Company fue reprimida violentamente, produciéndose la masacre de las bananeras en Ciénaga (Magdalena). La represión desatada posteriormente llevó a María a prisión. Estos hechos y la recesión de 1930 provocaron la terminación de las labores del Congreso Nacional Obrero y el fraccionamiento del PSR. Las confrontaciones internas en el socialismo y la creación del Partido Comunista Colombiano afectaron duramente a María Cano y a sus compañeros de lucha, entre ellos su primo Tomás Uribe Márquez, pues fueron acusados de putchistas por haber diseñado un plan para la toma del poder en 1928.
María escribió en aquella época una carta a Guillermo Hernández Rodríguez, por aquel entonces secretario general del partido comunista, en la que le decía:

Usted acusa de conspiradores a mis compañeros del Partido Socialista Revolucionario y me quiere excluir a mí de tal responsabilidad, porque supuestamente estoy llevada y convencida por ellos, o sea, no me otorga la posibilidad de criterio personal. En este país, donde la mujer habla a través del cura, del marido o del padre, hay esa costumbre. Pero ese debate yo no se lo voy a hacer, la gente sabe quién soy y cuál es mi criterio.

## Últimas actuaciones públicas
María se vinculó entonces como obrera de la Imprenta Departamental de Antioquia, en 1930, y luego pasó a trabajar a la Biblioteca Departamental, donde laboró hasta 1947. En 1934 apoyó activamente la huelga del Ferrocarril de Antioquia. En 1945, el movimiento de mujeres sufragistas le ofreció un homenaje en Medellín; recién derrotado el nazismo, dijo, en esta que fue su última intervención pública:

Un mundo nuevo surge hoy de la epopeya de la libertad, nutrida con sangre y con llanto y con tortura. Es un deber responder al llamado de la historia. Tenemos que hacer que Colombia responda. Cada vez son más amplios los horizontes de libertad, de justicia y de paz. Hoy como ayer, soy un soldado del mundo.

Posteriormente se hundió en el más absoluto silencio, mientras en su ciudad natal se cuidaba con rigor a las hijas para que no acabaran convertidas en temidas mariacanos, término acuñado para designar a las jóvenes rebeldes. En 1967 el Consejo de Medellín aprobó una medalla de homenaje, en el marco de la celebración del Día de la Mujer, el 27 de abril de 1967, como una de las mujeres destacadas de Antioquia. Pero no alcanzó a recibirla. Murió el día anterior. Le otorgaron una medalla póstuma.     

## En cine
En 1990 Camila Loboguerrero dirigió la película colombiana María Cano, protagonizada por María Eugenia Dávila e inspirada en la vida y la actividad política de la lideresa a partir de 1925.

## Homenajes
En la actualidad se han realizado muchas obras que llevan el nombre de María Cano, especialmente en el departamento de Antioquia, de las cuales se destacan:
- En la sede Bosa El Porvenir Bogotá: de la Universidad Distrital Francisco José de Caldas: la Plazoleta Universitaria lleva el Nombre de "Plaza Maria Cano" (2018)
- Avenida 33 en la ciudad de Medellín: desde el 2006 lleva el nombre de María Cano
- Fundación Universitaria María Cano: institución universitaria fundada en 1988.[8]
- En el barrio Granizal de la comuna uno de Medellín, existe la Institución Educativa María de los Ángeles Cano Márquez.
- En 2008 fue creada en Bogotá, la IED María Cano, colegio perteneciente al distrito, ubicado en la localidad de Rafael Uribe Uribe.
- En 1991 fue creada la Asociación Flor del Trabajo, cuyo objetivo es buscar reivindicaciones para las obreras y los obreros de las flores de la Sabana de Bogotá. La organización cambió su nombre el 23 de marzo de 2013 por el de Asociación María Cano y tiene domicilio en Funza, Cundinamarca.
- En Barranquilla se creó la  Institución Educativa Distrital para el Desarrollo Humano María Cano.[9]
- En Manizales hay una Residencia estudiantil femenina de la Universidad Nacional de Colombia sede Manizales llamada María Cano.[10]